# سفور (إسلام)
السفور هو أن تخلع المرأة النقاب أو الحجاب وتكشف وجهها للرجال. كما يطلق معنى السفور أيضا على المرأة التي تظهر زينتها أمام الرجال الأجانب -الذين ليسوا من محارمها- متبرجة بغير حجاب، وذلك بإظهارها محاسنها وزينتها وكشفها عما يجب عليها ستره من جسدها. أما لغويًا فيدو معنى السفور حول الكشف والظهور والوضوح، ويقال: سفرت المرأة أي كشفت عن وجهها، ومنه سمي الارتحال سفرا؛ لأنه يكشف عن أخلاق الناس.
هناك فرق في المعنى بين السفور والتبرج، فالسفور خاص بكشف المرأة الغطاء والخمار عن وجهها ولهذا قال الله:﴿وُجُوهٌ يَوْمَئِذٍ مُسْفِرَةٌ ۝٣٨﴾ [عبس:38] أي: مشرقة، فخص الله الإسفار بالوجوه دون بقية البدن. أما التبرج هو تعمد إظهار شيء من البدن أو إظهار المرأة مفاتنها وإبراز محاسنها أمام الرجال الغرباء.

## حكم السفور في الإسلام
في الإسلام يجِبُ على المرأةِ سَترُ بدَنِها كُلِّه أمامَ الرجُلِ الأجنبيِّ، بما في ذلك الوجهُ والكَفَّانِ. ، وهو مذهبُ الجُمهورِ: الحنفيَّة، والأظهَرُ مِن مذهَبِ الشافعيَّة والصَّحيحُ مِن مذهَبِ الحنابلةِ، وهو قولُ جمعٍ مِن عُلَماءِ المالكيَّة وغيرِهم، وحُكِيَ فيه اتِّفاقُ المُسلِمينَ.
خلع المرأة للحجاب وإظهار أي من محاسنها للرجال لا يجوز وذلك بالأدلة من القرآن الكريم والسنة النبوية. فمن القرآن قولُه تعالى: ﴿يَا أَيُّهَا النَّبِيُّ قُلْ لِأَزْوَاجِكَ وَبَنَاتِكَ وَنِسَاءِ الْمُؤْمِنِينَ يُدْنِينَ عَلَيْهِنَّ مِنْ جَلَابِيبِهِنَّ ذَلِكَ أَدْنَى أَنْ يُعْرَفْنَ فَلَا يُؤْذَيْنَ وَكَانَ اللَّهُ غَفُورًا رَحِيمًا ۝٥٩﴾ [الأحزاب:59] وفي الآية دَلالةٌ على أنَّ المرأةَ مأمورةٌ بسَترِ وَجهِها وجميعِ بدِنها عن الأجنبيِّينَ، فلا تدَعْ شيئًا منه مكشوفًا. الجلباب هو ما يُلْبَس فوق الثِّيابِ كالمِلْحفة
من السنة النبوية عن عبدِ اللهِ بنِ مَسعودٍ رضي الله عنه، عن النبيِّ ﷺ قال: ««المرأةُ عَورةٌ»» والدلالة أنَّ وَصفَ المرأةِ بكَونِها عَورةً يدُلُّ على لُزومِ سَترِ كُلِّ جَسَدِها، ومنه الوجهُ والكَفَّان
عن عُروةَ، عن عائِشةَ رَضِيَ اللهُ عنها، قالت: ««يرحَمُ اللهُ نِساءَ المُهاجِراتِ الأُوَلَ؛ لَمَّا أنزَلَ الله: ﴿وَلْيَضْرِبْنَ بِخُمُرِهِنَّ عَلَى جُيُوبِهِنَّ﴾ شَقَقْنَ مُروطَهُنَّ فاختَمَرْنَ بها»»  والدلالة أنَّ قَولها: ««فاختَمَرْنَ»» أي: غَطَّينَ وُجوهَهنَّ
مذهب الإمام أحمد والصحيح من مذهب الشافعي أنه يجب على المرأة ستر وجهها وكفيها أمام الرجال الأجانب ، لأن الوجه والكفين عورة بالنسبة للنظر، ومذهب أبي حنيفة ومالك أن تغطيتهما غير واجبة ، بل مستحبة ، لكن أفتى علماء الحنفية والمالكية منذ زمن بعيد أنه يجب عليها سترهما عند خوف الفتنة بها أو عليها. والمراد بالفتنة بها : أن تكون المرأة ذات جمال فائق ، والمراد بخوف الفتنة عليها أن يفسد الزمان، بكثرة الفساد وانتشار الفساق، وعلى هذا يمكن أن يقال إن فقهاء المذاهب الأربعة متفقون على وجوب ستر وجه المرأة عند خوف الفتنة وفساد الزمن.

## أضرار وعواقب السفور
من أضرار وعواقب التبرج والسفور:
- تسابق المتبرجات في مجال الزينة المحرمة لأجل لفت الأنظار إليهن، مما يجعل المرأة كالسلعة المعروضة لكل مَن شاء أن ينظر إليها.
- شيوع الفواحش والزنا.
- انعدام الغيرة وذهاب الحياء.
- المتاجرة بالمرأة وذلك بجعلها كوسيلة دعاية، أو ترفيه، في مجالات التجارة أو العطور أو غيرها.
- فتنة الرجال وخاصةً الشباب والمراهقين ودفعهم وراء الشهوات المحرمة.

- قال الله تعالى: (إِنَّ ٱلَّذِينَ فَتَنُواْ ٱلۡمُؤۡمِنِينَ وَٱلۡمُؤۡمِنَٰتِ ثُمَّ لَمۡ يَتُوبُواْ فَلَهُمۡ عَذَابُ جَهَنَّمَ وَلَهُمۡ عَذَابُ ٱلۡحَرِيقِ) [البروج:10].

## تاريخ السفور

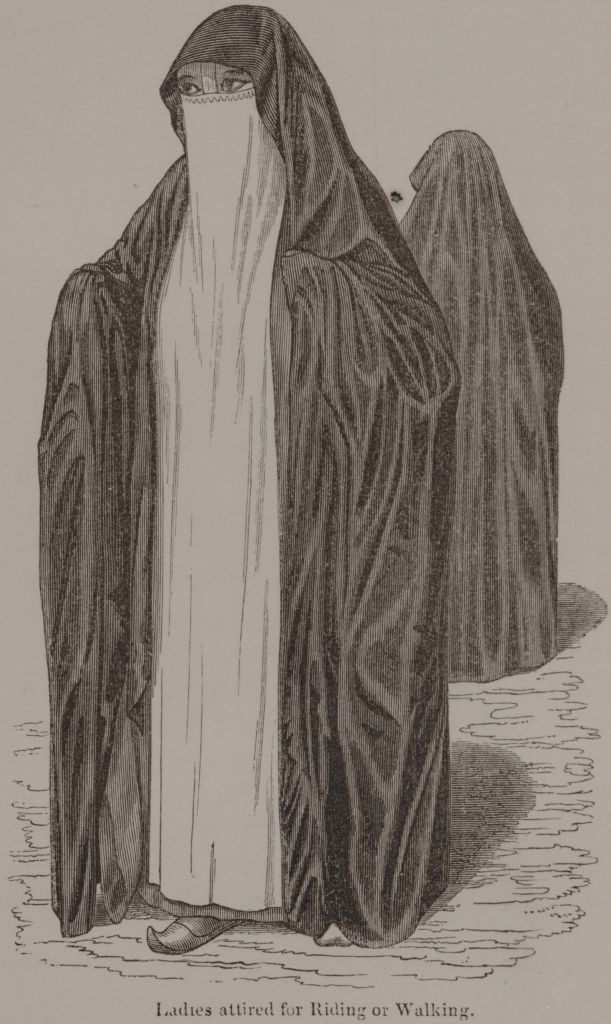
هذه صورة لنساء من الطبقة العليا في كتاب للمستشرق البريطاني إدوارد وليام لين في عام 1833

لم يكن حجاب المسلمات بما في ذلك النقاب وتغطية وجه المرأة عن الأجانب محل جدل بين المسلمين، بل هو من الأمور المسلَّمة ومتعارف عليه في بيئة المسلمين. ظهر حديثا اختلاف في الرأي بين المسلمين على وجوب تغطية الوجه هذا الخلاف لم يظهر إلا منذ وقت قريب بعد دخول الإستعمار الغربي بلاد الإسلام في ظاهرة تعرف باسم التغريب. يظهر هذا بوضوح في جميع كتب كبار فقهاء المسلمين على مر التاريخ الإسلامي.
يقول الموزعيُّ الشافعيُّ: «والسَّلف والأئمَّة كمالكٍ والشافعيِّ وأبي حنيفة وغيرِهم لم يَتكلَّموا إلَّا في عورة الصلاة... وما أظنُّ أحدًا منهم يُبيح للشابَّةِ أن تَكشِفَ وجهَها لغير حاجة».
وقال أبو حامد الغزالي: «إذ لم يزل الرجال على ممر الزمان مكشوفي الوجوه والنساء يخرجن منتقبات».
يظهر ذلك بوضوح أثناء الحملة الفرنسية على مصر وتم توثيقه في كتاب وصف مصر حيث قال: «النساء ‌في ‌كل ‌الظروف ‌لا ‌يخرجن ‌مطلقًا ‌سافرات ‌الوجوه، ‌بل ‌يغطين ‌وجوههن ‌بالبرقع … ولا يدخل الرجال مطلقًا ـ فيما عدا بعض الأهل الأقربين ـ إلى مسكن السيدات … ولم يستطع الرحالة السابقون على الغزو أن يتعرفوا على أحوال سيدات الطبقة المسيطرة، وذهبت أدراجَ الرياحِ كلُّ توسلاتهم اللحوح؛ فلم يكن عظماء مصر ليسمحوا لأحد بأن يتطلع إلى جمال زوجاتهم»

### بعثات محمد علي إلى فرنسا وبداية التغريب
أول ظهور لقضية السفور كان مع تأسيس محمد علي باشا (1769م - 1849م) الدولة المصرية الحديثة، وما ارتبط بها من إرسال البعثات التعليمية إلي أوروبا عموما، وفرنسا خصيصًا. كان رفاعة الطهطاوي (1801م - 1873م) إماما للبعثة إلى فرنسا وفتن رفاعة الطهطاوي بثقافة الغرب ويظهر هذا في كتابه الشهير (تخليص الإبريز في تلخيص باريز) سنة 1834م. تظهر في كتابات رفاعة الطهطاوي أنه فتن بشدة بالنساء الفرنسيات من حيث سفورها واختلاطها بالرجال في مجالات الحياة الاجتماعية المختلفة. سفور المرأة الفرنسية وملبسها قد فرض نفسه علي عقل رفاعة، خصوصا أنه عاش عالم هذه المرأة الفرنسية، خمس سنوات. وكان علي رفاعة أن يقبل هذا الحضور المتعين للمرأة أو يرفضه. ونعرف من كتاب رفاعة أنه اتخذ مبدأ التحسين والتقبيح العقليين عند المعتزلة أساسا لقبول أو رفض ما رآه في فرنسا، ومنه زي المرأة الفرنسية وسفورها. وقد أعمل رفاعة عقله في سفور المرأة، فرأي أنه شيء مقبول مخالفا بذلك القرآن الكريم وسنة رسول الله ﷺ.

### حركة تحرير المرأة وثورة 1919م

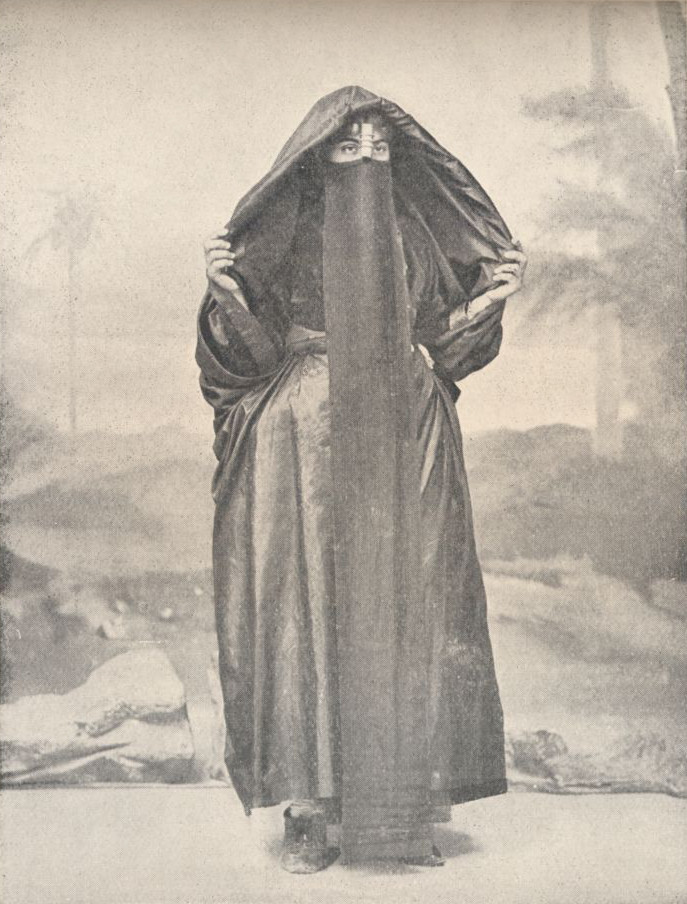
امرأة مصرية سنة 1918 تلبس النقاب.

قاسم أمين (1863م – 1908م) اتبع نفس طريق رفاعة الطهطاوي ولكن بشكل أوسع حيث أنه درس أيضا في فرنسا وعاد إلى مصر بكتابه الشهير تحرير المرأة 1899 يدعو فيه النساء بشكل صريح إلى السفور. ولكن قاسم أمين الرجل الذي دعا المرأة المصرية إلى نزع الحجاب فشل في إقناع زوجته بأن تنزع حتى النقاب. لقد ظلت زوجته متمسكة بوضع الحجاب على وجهها إلى ما بعد أن نزعت أغلب المصريات حجابهن. هذه التفاصيل ذكرها مصطفى أمين في كتابه «من واحد لعشرة». في وقت نشر كتاب قاسم أمين تعرض لهجوم شديد جدا لأن كل النساء وقتها كانت منتقبات.
هناك شخصية مشهورة جداً قامت بالدفاع عن الحجاب، وهو محمد طلعت حرب الاقتصادي المعروف، فإنه ألف أول كتاب في الرد على قاسم أمين، واسم الكتاب (تربية المرأة والحجاب) استنكر عليه دعوته ودافع فيه عن الحجاب والنقاب وقال: «إن رفع الحجاب والاختلاط كلاهما أمنية تتمناها أوروبا من قديم الزمان لغاية في النفس يدركها كل من وقف على مقاصد أوروبا في العالم الإسلامي.».
لم تكن الدعوة للسفور وقتها سهلة ففي بيت سعد زغول إن معاصريه ما كانوا ليسمحوا لزوجاتهم برؤية أصدقائهم ولا يذكر أحد من أصدقاء عدلي يكن باشا أنه رأى وجه زوجته بل الأغرب من هذا كله أن قاسم أمين زعيم تحرير المرأة كان يتردد باستمرار على بيت سعد زغلول ويتناول الغداء معه ومع صفية ولكن زوجة قاسم أمين لم تحضر هذا الغداء الدوري ولا حتى مرة واحدة.

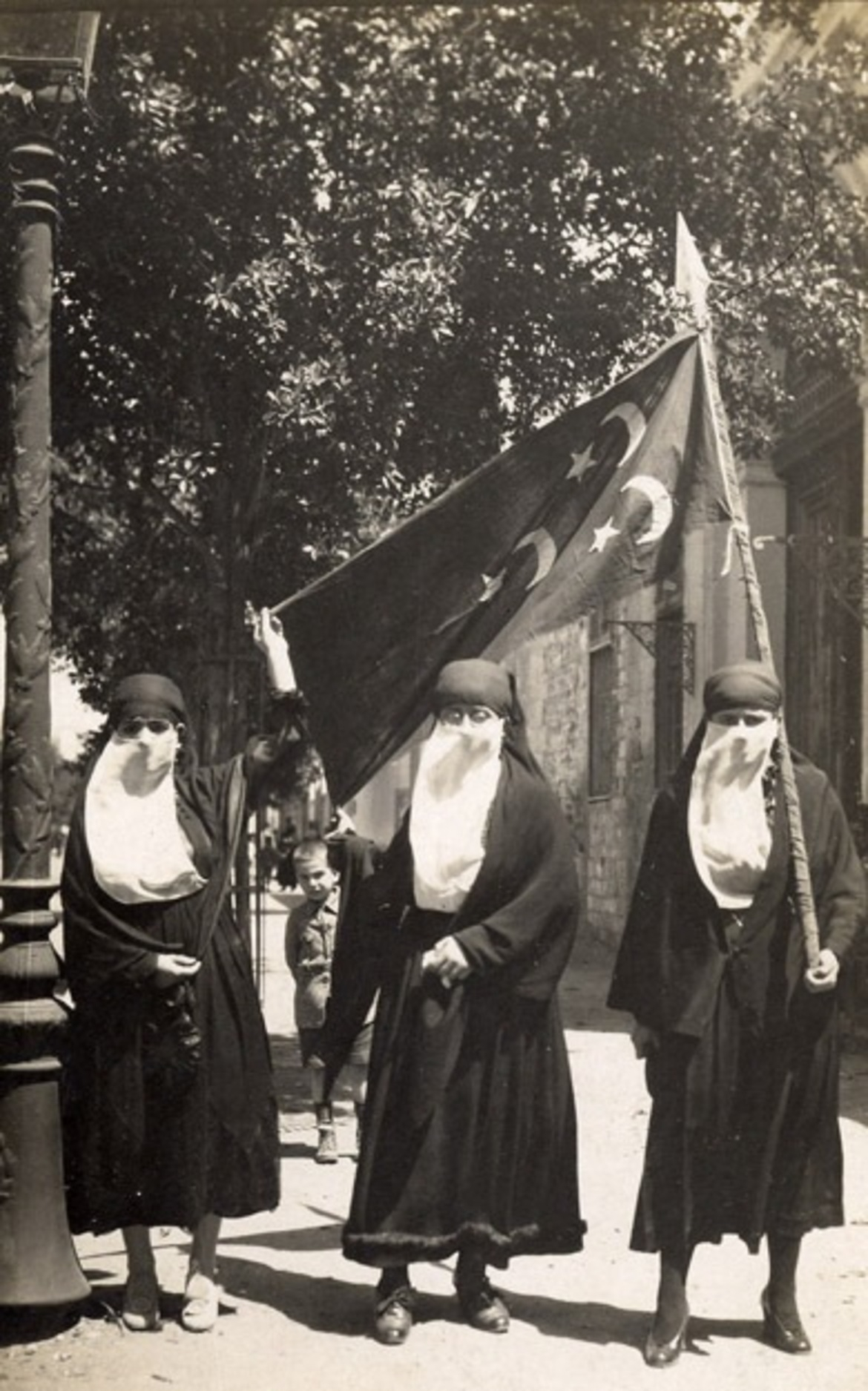
نساء مصريات منتقبات في ثورة 1919م.

تاريخيا لم تتوقف الدعوة إلى السفور وخلع الحجاب على رفاعة الطهطاوي وقاسم أمين فقط ولكن التطبيق العملي وبداية نزع النقاب والحجاب كليا كانت في عهد ثورة 1919 المصرية. حيث كانت رموز ثورة 1919 مثل سعد زغلول وزوجته صفية وهدى شعراوي وسيزا نبراوي هي صديقة هدى شعراوي في المؤتمرات الدولية والداخلية وهما أول من نزع الحجاب في مصر بعد عودتهما من الغرب إثر حضور مؤتمر الاتحاد النسائي الدولي الذي عقد في روما 1923م. في واقعة خلع النساء حجابهن في محطة القطار في 1923م.

### تركيا

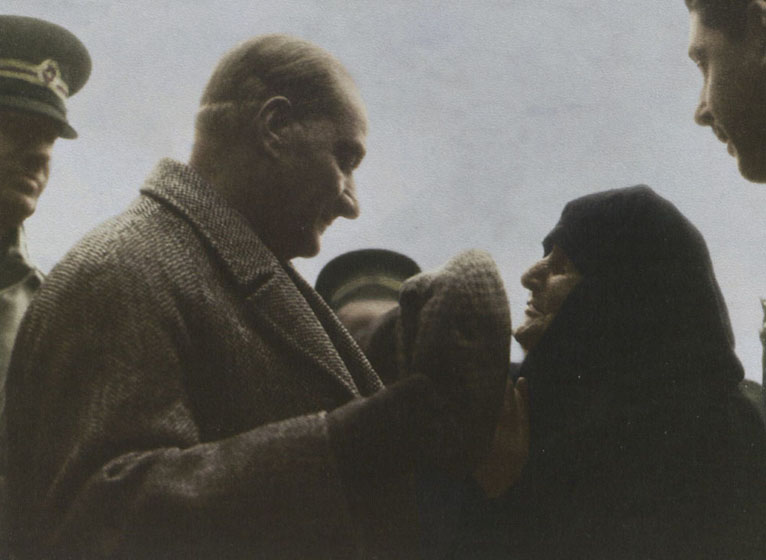
أتاتورك وامرأة في الحجاب

وفي تركيا، دخل حظر الحجاب أو القرارات المنظمة لقواعد اللباس حيز التنفيذ مع فرض حظر الحجاب على الموظفات في جميع المؤسسات العامة وبعض المؤسسات الخاصة، وخاصة طالبات الجامعات. أصبحت جمهورية تركيا دولة علمانية منذ التعديل الدستوري لعام 1937. وقد أدخل مصطفى كمال أتاتورك علمنة الدولة في الدستور التركي لعام 1924، إلى جانب إصلاحاته. أكثر من 90% من سكان تركيا مسلمون، وقد أدى قمع الحجاب/غطاء الرأس وغيره من الرموز الدينية البارزة في المؤسسات الحكومية والمدارس العامة. (على غرار السياسات في فرنسا وكيبك والمكسيك) لم يحظر أتاتورك أبدًا الحجاب، لكنه عمل بنشاط على تثبيط استخدامه في الأماكن العامة. إلى جدل ساخن في بعض الأحيان في تركيا. في تركيا، لم تتمكن النساء من العمل في بعض المؤسسات العامة بالحجاب بسبب "لائحة قواعد اللباس في المكاتب العامة"، والتي صدرت بعد انقلاب عام 1980 وظلت سارية لمدة 31 عامًا.

### إيران
قبل الثورة الإسلامية الإيرانية أصدر الشاه رضا شاه مرسوماً يَحظر الحجاب بشكل مفاجئ وسريع وقوي.
وتعرّض هذا القانون لانتقادات كثيرة من قبل علماء الدين الإيرانيين وكذلك الشعب الإيراني المتدينين وربّما يعتبر الموضوع الأكثر إثارة للجدل في فترة حكومة رضا شاه في إيران. تُعتبر اليوم هذه الظاهرة (كشف الحجاب) في إيران انتهاكا للحرّية وكرامة المرأة المسلمة، واستفزازا وجريمة ضد الإسلام.

### بورقيبة
وفي عام 1981 أصدر الرئيس التونسي الحبيب بورقيبة قانونا اسمه المنشور 108، والذي فيه يأمر بمنع ارتداء النساء «الحجاب» تحت دعوى أنه يمثل مظهرا من مظاهر الطائفية، وأنه ينافي روح العصر وسنة التطوير السليم ولقد ظهر بورقيبة على شاشة التلفزيون في احتفال شعبي وهو ينزع أغطية الرأس عن بعض النساء قائلا «انظري إلى الدنيا من غير حجاب». استمرت معاناة النساء المسلمات في تونس بعدها بسبب إجبارهن على السفور.

### محاربة النقاب من داخل الأزهر
بمرور السنوات تطورت دعوات السفور وخلع النقاب في مصر حتى وصلت إلى داخل الأزهر. في عام 2009 قام شيخ الأزهر محمد سيد طنطاوي بالإعتداء على طالبة أزهرية وخلع نقابها من على وجهها بيده رغما عنها ثم سخر منها بالقول أنها ليست جميلة في واقعة تم رصدها وتصويرها في وسائل الإعلام. ثم قام محمد سيد طنطاوي بعدها بإصدار قرار إداري بمنع النقاب في الأزهر. في المقابل كان هناك حالة غضب واسعة من هذه الممارسات من داخل الأزهر وخارجه.
بعد وفاة محمد سيد طنطاوي استمر خليفته أحمد الطيب على نفس منهجه في محاربة النقاب ودعوة النساء إلى السفور خصوصا أنه تلقى تعليمه في فرنسا وشاركه في ذلك أخرين من رموز الأزهر مثل علي جمعة. وتوسعت دار الإفتاء المصرية في إصدار فتاوى تحث النساء على خلع النقاب والسفور مستندة فيها على أحاديث ضعيفة. تتعارض هذه الفتاوى من دار الإفتاء المصرية مع فتاوى الدول الإسلامية الأخرى وكبار علماء أهل السنة الجماعة في المملكة العربية السعودية مثل مفتي السعودية الراحل ابن باز والعلامة ابن عثيمين وأيضا غيرهم من العلماء من داخل الأزهر وخارجه حيث اتفق جميعهم على أن النقاب هو جزء من الحجاب وأن على المرأة ستر كامل بدنها بما فيه الوجه والكفين.

### تقليص صلاحيات هيئة الأمر بالمعروف والنهي عن المنكر
```
في 
11 أبريل
 
2016م
 وافق 
مجلس الوزراء السعودي
 على تنظيم جديد للرئاسة العامة 
لهيئة الأمر بالمعروف والنهي عن المنكر
 يحد من صلاحياتها التنفيذية.
[
60
]
 بعد تقليص صلحياتها أصبحت تقام الفعاليات والحفلات التي تنظمها 
الهيئة العامة للترفيه
، دون تدخل رجال الهيئة الذين كانوا يعترضون على أغلب مايحدث في تلك الفعاليات والاحتفالات، من غناء وموسيقى، واختلاط بين الجنسين، وسفور. فأصبح عمل هيئة الأمر بالمعروف والنهي عن المنكر يقتصر على رصد المخالفات والقيام بالتبليغ عنها فقط.
[
61
]
[
62
]
```

### أوروبا

حظر البرقع في دول القارة الأوروبية. الخريطة مُحدثة اعتبارا من 2025
حظر وطني: دول تحظر على النساء ارتداء البرقع أو النقاب في الأماكن العامّة في كامل التراب الوطني
حظر محلي: دول تحظر على النساء ارتداء البرقع أو النقاب في الأماكن العامة في بعض المدن والولايات فقط
حظر جزئي: دول تحظر جزئيا على النساء ارتداء البرقع أو النقاب في الأماكن العامة

تعاني النساء المسلمات في دول أوروبا من ممارسات وتشريعات مستمرة تتحكم في شكل الملابس وتمنعهن من إرتداء النقاب أو الحجاب وفي بعض الدول مثل فرنسا يتم إجبارهن على خلع العبائة والتبرج.